# Atheneo de grandesa
El Atheneo de Grandesa es un libro de emblemas por Josep Romaguera publicado en 1681 por la imprenta de Joan Jolis en Barcelona. Contine 15 grabados de un artista desconocido.

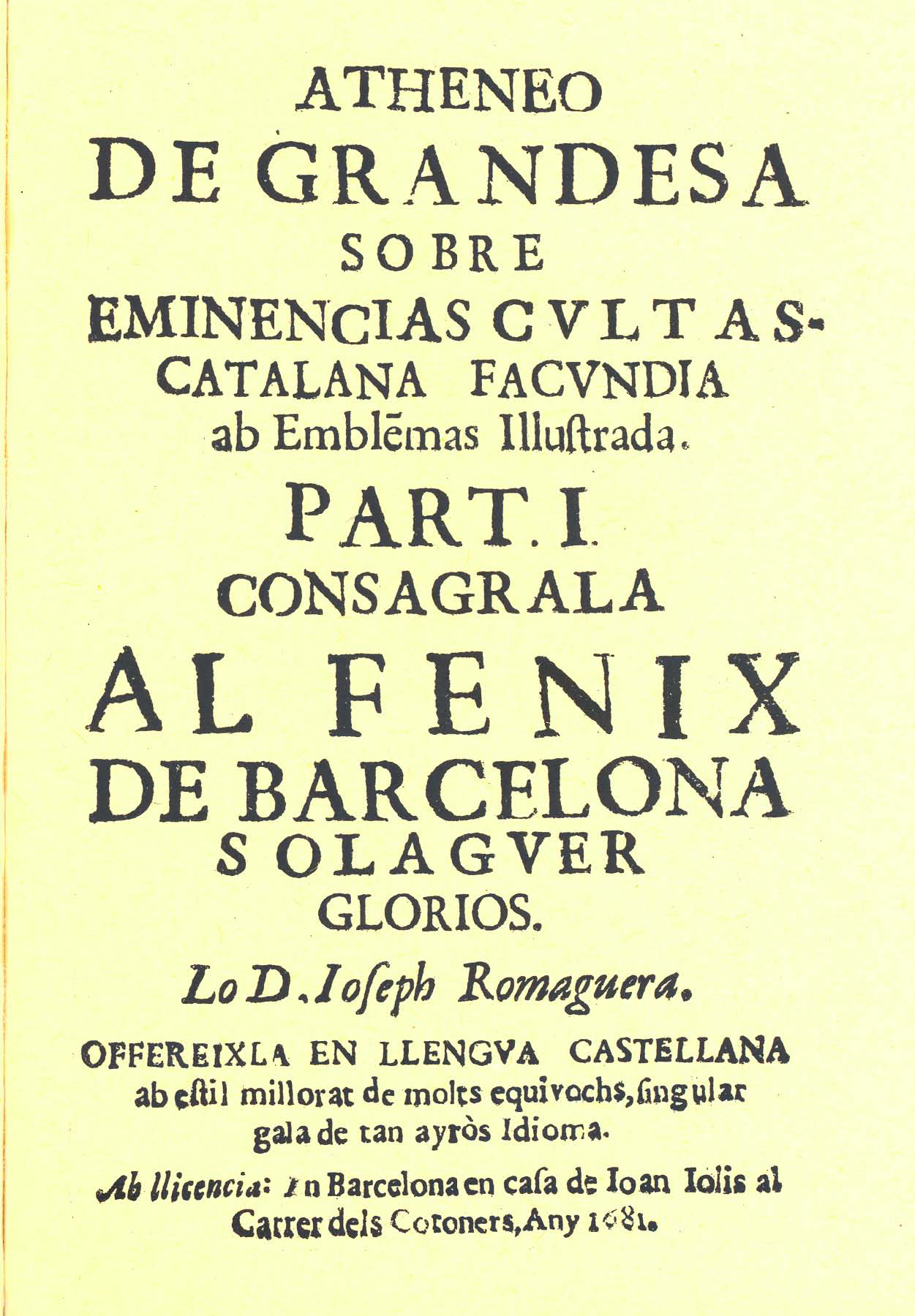
Portada del Atheneo.

## Estructura
Ya que el libro se imprimió bajo la censura de la Inquisición, los preliminares incluyen la aprobación eclesiástica (o imprimatur). El texto va dedicado al obispo Olaguer.
El prólogo del texto es quizá el fragmento mejor conocido, ya que defiende el catalán como lengua literaria en una época en que el castellano se utilizaba más como vehículo para literatura en España. Así el texto hace hincapié en su estado como escrito en una lengua minoritaria. La reivindicación que hace Romaguera del catalán literario se citó repetidamente a lo largo del XVIII antes del renacimiento literario que supone la Renaixença del XIX,1 aunque la prosa o la poesía del Atheneo no recibieron atención similar.
La mayoría del Atheneo toma la forma de un tratado en prosa, muy similar al estilo de Baltasar Gracián. Hay incluso teorías que afirman que el Atheneo es un plagio de la primera obra de Gracián, El héroe (1627). El texto se divide, otra vez como Gracián, en capítulos llamados "eminencias." Cada eminencia contiene varias páginas de prosa sobre un tema típico (ocultar los defectos, conseguir la gracia universal, etc.) seguidas por un grabado y una glosa poética. En general, los capítulos se tratan de cómo mejorarse como individuo. La poesía de Romaguera ha aparecido en varias antologías de poesía catalana y es uno de los pocos poetas barrocos que escribieron en catalán, como Vicenç García y Francesc Fontanella. 

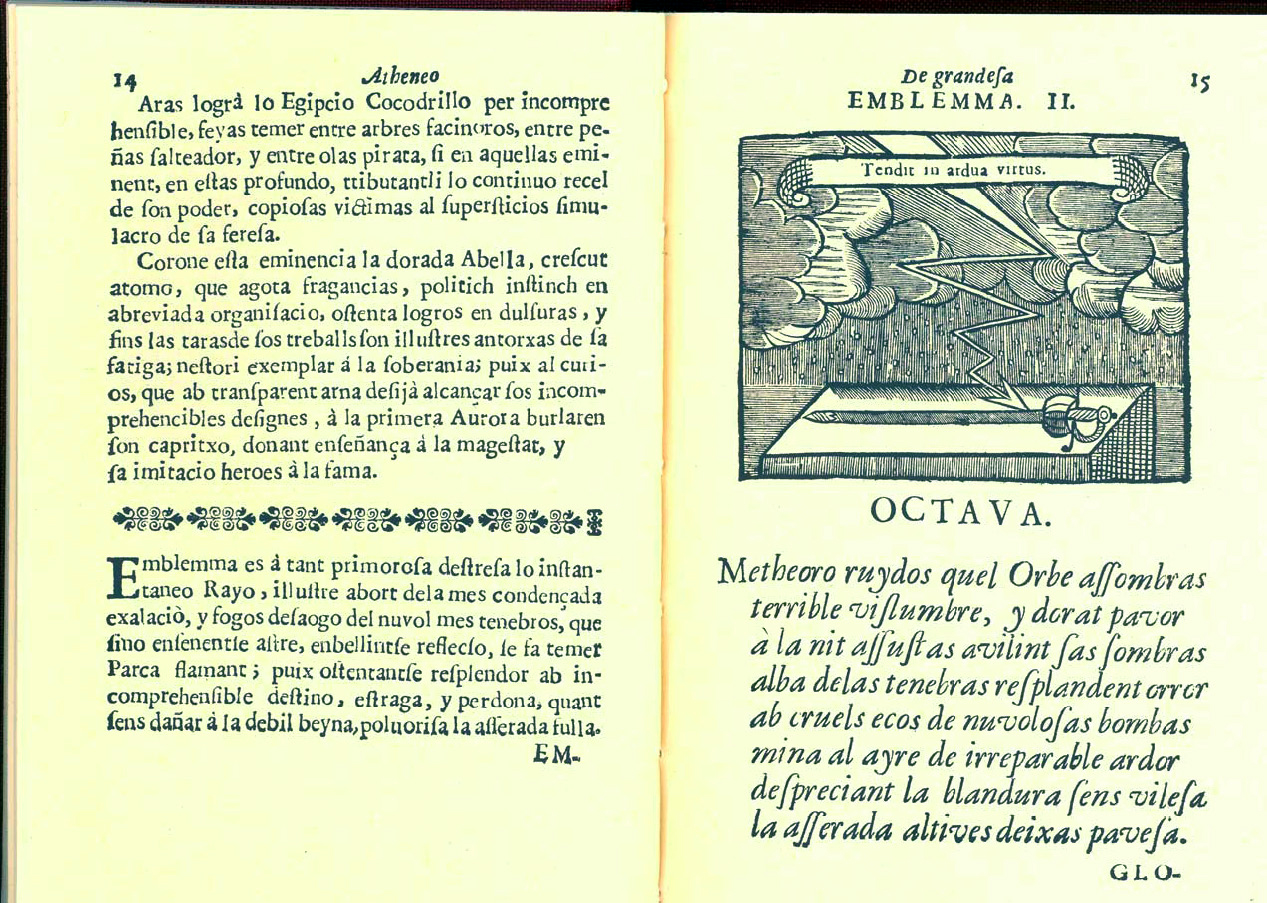
Un Emblema del Atheneo de grandesa con glosa.

## Enlaces
- Wikimedia Commons alberga una categoría multimedia sobre Atheneo de grandesa.

Blog que menciona el Atheneo (inglés)
- Datos: Q4894283
- Multimedia: Atheneo de grandesa / Q4894283